# Abyei
Abyei är ett område som är omstritt mellan Sudan och Sydsudan. Området anses vara ett gränsområde, en historisk bro mellan norra och södra Sudan. Enligt fredsavtalet efter det andra sudanesiska inbördeskriget 2005 låg området norr om gränsen mellan det framtida Sydsudan och resten av Sudan, men dess tillhörighet skulle avgöras i en särskild process med en folkomröstning, som dock ännu inte har ägt rum. Enligt Abyeiprotokollet har Abyeiområdet en särskild administrativ status som en del av både Västra Kordofan (Sudan) och Bahr el Ghazal (Sydsudan). En folkomröstning planerades hållas 2011, men sköts upp då det rådde oenigheter om vilka som skulle ha rösträtt. Sydsidan ville att bara den bofasta befolkningen, varav de flesta tillhör ngok dinka, en undergrupp av dinkafolket, skulle ha rösträtt, men nordsidan ville att även misseriya som enligt sedvana säsongsvis vistas i Abyei med sin boskap skulle ha rösträtt. Områdets oljetillgångar och oljeintäkter har också varit en stor tvistefråga mellan parterna. Huvudort i området är staden Abyei, som ligger norr om floden Bahr el Arab, även kallad Kiir, som rinner genom området.

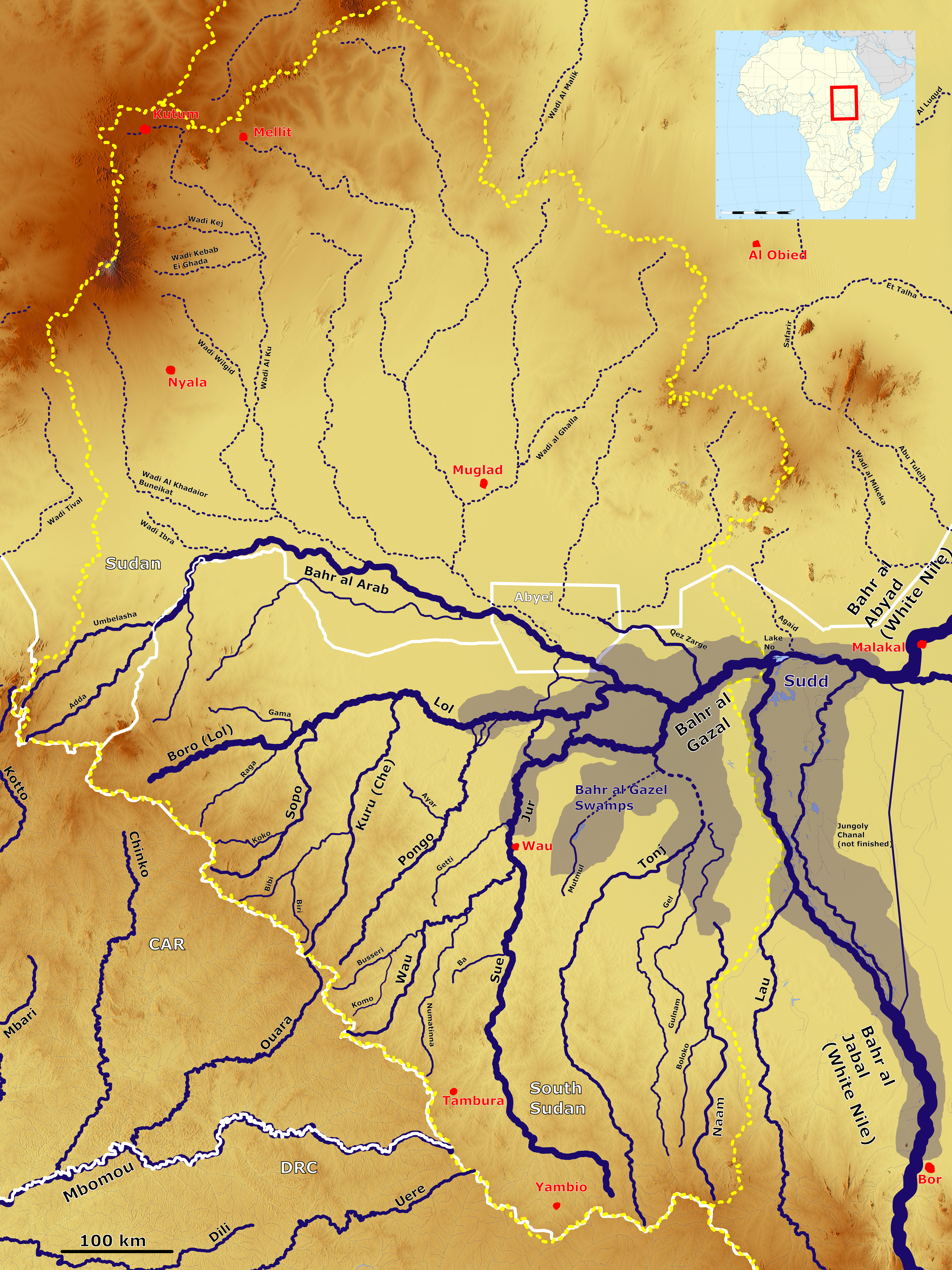
Flodsystemet på gränsen mellan Sudan och Sydsudan. Det omstridda området Abyei är den vita rutan, nära mitten av bilden.

## Historia
Från åtminstone 1700-talet har området bebotts av ngok dinka, samtidigt som misseriya, ett nomadiskt arabiskt folk som har sin bas längre norrut, enligt tradition säsongsvis betat sin boskap söderut till området. 1905, under det anglo-egyptiska styret överfördes området av britterna från provinsen Bahr el Ghazal till provinsen Kordofan. Detta kan ses som den territoriella delen av Abyei-frågans kärna. Britterna definierade det överförda området som nio ngok dinka hövdingadömen. Men en karta fanns inte, vilket lämnande det oklart exakt vad som överfördes.
Under det första sudanesiska inbördeskriget kom de två grupperna på olika sidor i konflikten mellan regeringssidan i norr och upprorssidan i söder. Ngok dinka sympatiserade med upproret i söder, medan misseriya beväpnades av regeringssidan. Det första inbördeskriget varade från 1955 till 1972. År 1979 hittades olja och rätten till oljetillgångarna kom att bli en del av konflikten. 1983 bröt det andra sudanesiska inbördeskriget ut. Inbördeskrigen ledde till att många ngok dinka flydde området omkring staden Abyei.
Området omkring staden Abyei var en svårlöst fråga under fredsförhandlingarna. Misseriya och regeringen i Khartoum ansåg att området tillhörde dem, men detta bestreds starkt av ngok dinka och det framtida Sydsudan. Bakgrunden var den oklara administrativa ändringen 1905. Nordsidan ansåg att de nio ngok dinka hövdingadömen som britterna flyttade från Bahr el Ghazal (södra Sudan) till Kordofan (norra Sudan) helt och hållet låg söder om floden Bahr el Arab, medan sydsidan menade att de låg på båda sidor om floden, som de nutida ngok dinka-bosättningarna. Efter undersökningar fann gränskommissionen övertygande bevis för ngok dinka-bosättningar norr om floden före 1905, och därmed kontinuerlig närvaro där, men också misseriyas tradition av säsongsvis vistelse i området kunde styrkas. Därav upprättades Abyeiprotokollet där det omstridda områdets gränser definierades och slutsatserna kring de två gruppernas primära och sekundära anspråk redovisades. Enligt Abyeiprotokollet skulle Abyei efter fredsavtalets undertecknande vara ett område med särskild administrativ status, i praktiken del av både Sudan och Sydsudan. Enligt fredsavtalet skulle en folkomröstning avgöra om området skulle tillhöra Sudan eller Sydsudan.
Fredsavtalet undertecknades 2005, men spänningarna i området började ganska snart stiga igen. Nordsidan hade avvisat gränskommissionens territoriella slutsatser och menade att kommissionen hade överskridit sitt mandat och att slutsatserna därför bara kunde betraktas som rekommendationer till presidenten, som hade avgörandet. Från december 2007 och under början av 2008 resulterade spänningarna i flera strider mellan arabisk milis, huvudsakligen misseriya, och Sudanesiska folkets befrielsearmé (SPLA) i Abyei, vilka lämnade dussintals döda och hundratals civila på flykt. I maj 2008 blossade stridigheter upp mellan den sudanesiska armén och SPLA i staden Abyei och nära oljefälten. Antalet döda uppgick till minst 90 personer, varav minst 18 civila, staden brändes till stor del ned och tusentals invånare flydde (minst 50 000). Läkare utan gränser uppskattade att det före stridigheterna bodde cirka 130 000 människor i området och att cirka 60 000 av dem flydde. Parterna enades 21 juni om att inrätta en gemensam administration för området och om att be Permanenta skiljedomstolen i Haag om hjälp med att slå fast gränsdragningen i området. Domstolens utslag, som kom den 22 juli 2009, krympte området och överförde oljefältet runt Heglig, som är ett av de största i regionen, till norra Sudan. Bara det mindre oljefältet Defra blev kvar inom det omstridda området, men en viktig oljeledning leder från delstaten Unity i Sydsudan genom Abyei via Heglig till Port Sudan. Båda parter sade sig acceptera den nya gränsdragningen, men alla oljerelaterade tvister löstes inte i och med den nya gränsdragningen, eftersom tvisterna också gällde transporten av oljan från Sydsudan till Port Sudan.

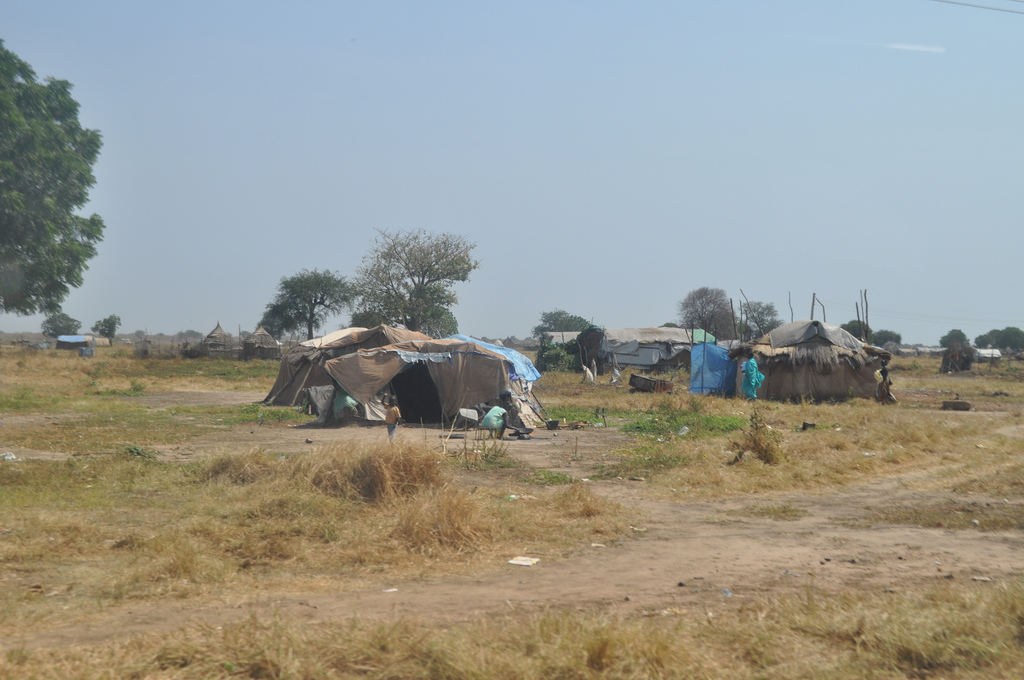
Abyei, 2009.

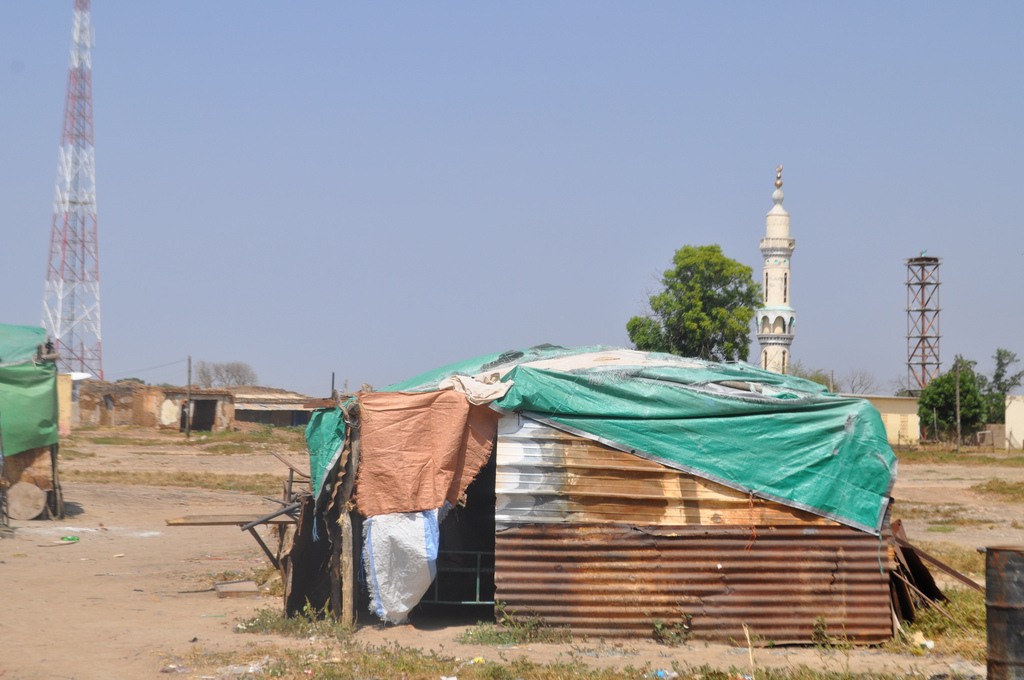
Abyei, 2009.

I januari 2011 hölls folkomröstningen om självständighet i Sydsudan, med resultat för självständighet. Enligt fredsavtalet skulle om Sydsudan röstade för självständighet en separat folkomröstning hållas i Abyei, där befolkningen skulle få bestämma om området skulle tillhöra Sudan eller Sydsudan. Men någon överenskommelse om vilka som skulle ha rösträtt kunde inte nås. Sydsidan ville att bara den bofasta befolkningen, varav de flesta tillhörde ngok dinka, skulle ha rösträtt, men nordsidan ville att även misseriya, som enligt sedvana säsongsvis vistades i Abyei, skulle ha rösträtt. Motsättningarna orsakade oroligheter och våldsutbrott i området och folkomröstningen i Abyei ställdes in.
Då både Sudan och Sydsudan gjorde anspråk på området och försöket att få till en folkomröstning accepterad av alla parter misslyckats innebar Sydsudans självständighet ökade oroligheterna i Abyei. I maj 2011 utbröt strider och den sudanesiska armén ockuperade Abyei. Cirka 100 000 drevs på flykt av striderna. De militära aktiviteterna fördömdes av FN. I juni enades parterna efter medling om att demilitarisera Abyei. Man enades också om att en fredsbevarande styrka skulle övervaka vapenvilan och demilitariseringen. Därför skapades FN:s interimistiska säkerhetsstyrka för Abyei (UNISFA). UNISFA skulle utöver att övervaka demilitariseringen bland annat även stärka skyddet av civila samt hjälporganisationer. Demilitariseringen drog ut på tiden, och i början på 2012 blev läget mellan parterna sämre. Strider i området samt om Heglig (som formellt nu låg utanför Abyei-området) uppstod. Sydsudan ockuperade i april 2012 en kort tid Heglig, innan Sudan återtog det. Först i slutet av maj drog Sudan tillbaka sina militära trupper från Abyei.
Läget i Abyei var fortsatt spänt under resten av 2010-talet och in på 2020-talet. Den fredsbevarande styrkan har dämpat våldet, men våldsutbrott har likaväl förekommit. De etniska aspekterna av konflikten har getts mest uppmärksamhet. Inga större framsteg i frågan om Abyeis slutliga status har gjorts. I oktober 2013 hölls en informell folkomröstning om tillhörighetsfrågan, men då administrationen i praktiken dominerades av ngok dinka och bara ngok dinka deltog i omröstningen (vars resultat blev 99,9 % för Sydsudan baserat på 63 433 röster av 64 775 registrerade väljare) bojkottade misseriya den. Afrikanska unionen erkände inte omröstningen, och det gjorde inte heller Sudan eller Sydsudan. Samma år utökades de fredsbevarande styrkorna. Abyei-frågan överskuggades dock därefter till stor del av interna konflikter i både Sydsudan, där inbördeskrig bröt ut i december 2013, och i Sudan, där protester mot president Omar al-Bashir och en militärkupp 2019, som avsatte honom, blev början på en upptrappad oro i landet, kulminerande i konflikten i Sudan 2023. Ledande personer i båda länderna har därefter in på 2020-talet varit undvikande i Abyei-frågan. Frågan om transporten av oljan från Sydsudan till Port Sudan kunde efter en kontroversiell period 2011–2013 under 2013 biläggas, då en överenskommelse om avgifterna träffats. En kvarstående kontroversiell fråga är dock närvaron av beväpnad sudanesisk polis i norra Abyei, vid oljefältet Defra, trots att Abyei enligt överenskommelserna ska vara en demilitariserad zon. Trots uppmaningar från FN har dessa inte dragits tillbaka. En sydsudanesisk SSPDF-styrka (tidigare SPLA) finns i södra Abyei liksom sydsudanesisk polispersonal, vilket också är en kontroversiell fråga. Ökat våld och naturkatastrofer i Abyeis närområden under 2020-talet har gjort att många flyktingar kommit till Abyei. Dels är det civila som flyr från konflikten i Sudan, och dels är det människor som flytt undan översvämningar i Unity i Sydsudan. Det finns också många internflyktingar. Många flyktingar har kommit till staden Abyei från Agok, som ligger vid Abyeis gräns mot Sydsudan, där det 2022 skedde en våldsam sammandrabbning mellan ngok dinka och de dinka som bor i det angränsande länet Twic i delstaten Warrap i Sydsudan. Cirka 70 000 flydde våldet, en del söderut och en del norrut. Sammandrabbningar mellan ngok dinka och twic dinka skedde också 2023 och 2024. Problemen i närområdena har också ökat svårigheterna inne i själva Abyei, som är fortsatt fattigt och osäkert på grund av de olösta konflikterna i området och den olösta frågan om folkomröstning och områdets slutliga status.